# Collegio elettorale di Campobasso (Senato della Repubblica)
Il collegio di Campobasso fu un collegio elettorale uninominale della Repubblica Italiana per l'elezione del Senato della Repubblica. Apparteneva alla Circoscrizione Molise e fu utilizzato per eleggere un senatore nella XII, XIII e XIV legislatura.
Venne istituito nel 1993 con la cosiddetta Legge Mattarella (Legge n. 276, Norme per l'elezione del Senato della Repubblica), attuata in seguito al referendum abrogativo del 1993. La legge istituì per la Camera dei deputati e per il Senato della Repubblica un sistema di elezione misto, in parte maggioritario e in parte proporzionale. Il 75% dei parlamentari dell'assemblea veniva eletto in collegi uninominali tramite sistema maggioritario a turno unico; il restante 25% al Senato veniva eletto tramite recupero proporzionale dei più votati non eletti attraverso un meccanismo di calcolo denominato "scorporo", cioè sottraendo dal conteggio dei voti totali di una lista nella parte proporzionale i voti ottenuti dai candidati collegati alla medesima lista che erano eletti nei collegi uninominali con il sistema maggioritario.
Il collegio venne abolito insieme a tutti gli altri che costituivano il Senato con la promulgazione della legge elettorale successiva, la cosiddetta Legge Calderoli. Questa prevedeva un sistema proporzionale con premio di maggioranza, che al Senato veniva attribuito a livello regionale.

## Territorio
Il collegio di Campobasso era uno dei 2 collegi uninominali in cui era suddiviso il Molise e, come previsto dal D.Lgs. del 20 dicembre 1993 n. 535, comprendeva i comuni di Acquaviva Collecroce, Bonefro, Campobasso, Campodipietra, Campolieto, Campomarino, Casacalenda, Castellino del Biferno, Castelmauro, Colletorto, Guardialfiera, Guglionesi, Jelsi, Larino, Lupara, Macchia Valfortore, Mafalda, Matrice, Monacilioni, Montefalcone nel Sannio, Montelongo, Montemitro, Montenero di Bisaccia, Morrone del Sannio, Palata, Petacciato, Pietracatella, Portocannone, Provvidenti, Ripabottoni, Roccavivara, Rotello, San Felice del Molise, San Giacomo degli Schiavoni, San Giovanni in Galdo, San Giuliano di Puglia, San Martino in Pensilis, Santa Croce di Magliano, Sant'Elia a Pianisi, Tavenna, Termoli, Toro e Ururi. 

## Eletti
| Elezione | Elezione | Senatore       | Partito            |
| -------- | -------- | -------------- | ------------------ |
|          | 1994     | Luigi Biscardi | Progressisti (PDS) |
|          | 1996     | Luigi Biscardi | L'Ulivo (PDS)      |
|          | 2001     | Cinzia Dato    | L'Ulivo (DL)       |

## Dati elettorali

### XII legislatura
|                               | Luigi Biscardi ✔️ Eletto       | Progressisti                  | 36 741  | 40,07 |  |  |  |  |  |
|                               | Oscar Mele                     | Polo del Buon Governo         | 27 271  | 29,75 |  |  |  |  |  |
|                               | Osvaldo Di Lembo               | Patto per l'Italia            | 15 679  | 17,10 |  |  |  |  |  |
|                               | Quintino Sergio B. De Notariis | Partito Popolare Progressista | 6 353   | 6,93  |  |  |  |  |  |
|                               | Fernando Tirabasso             | Socialdemocrazia              | 4 332   | 4,73  |  |  |  |  |  |
|                               | Rachele Orlando                | Rinnovamento                  | 1 306   | 1,42  |  |  |  |  |  |
| Totale                        | Totale                         | Totale                        | 91 682  | 100   |  |  |  |  |  |
|                               |                                |                               |         |       |  |  |  |  |  |
| Voti non validi               | Voti non validi                | Voti non validi               | 12 666  | 12,14 |  |  |  |  |  |
| Votanti                       | Votanti                        | Votanti                       | 104 348 | 74,66 |  |  |  |  |  |
| Elettori                      | Elettori                       | Elettori                      | 139 759 |       |  |  |  |  |  |
|                               |                                |                               |         |       |  |  |  |  |  |
| Data: 27-28 marzo 1994        |                                |                               |         |       |  |  |  |  |  |
| Fonte: Ministero dell'interno |                                |                               |         |       |  |  |  |  |  |

### XIII legislatura
|                               | Luigi Biscardi ✔️ Eletto | L'Ulivo                            | 46 925  | 52,84 |  |  |  |  |  |
|                               | Antonino Maj             | Polo per le Libertà                | 32 821  | 36,95 |  |  |  |  |  |
|                               | Antonio Piciocco         | Movimento Sociale Fiamma Tricolore | 4 813   | 5,42  |  |  |  |  |  |
|                               | Giovanni Di Stefano      | Partito Popolare Progressista      | 2 976   | 3,35  |  |  |  |  |  |
|                               | Corradino Basso          | Socialista                         | 1 279   | 1,44  |  |  |  |  |  |
| Totale                        | Totale                   | Totale                             | 88 814  | 100   |  |  |  |  |  |
|                               |                          |                                    |         |       |  |  |  |  |  |
| Voti non validi               | Voti non validi          | Voti non validi                    | 12 427  | 12,27 |  |  |  |  |  |
| Votanti                       | Votanti                  | Votanti                            | 101 241 | 70,65 |  |  |  |  |  |
| Elettori                      | Elettori                 | Elettori                           | 143 309 |       |  |  |  |  |  |
|                               |                          |                                    |         |       |  |  |  |  |  |
| Data: 21 aprile 1996          |                          |                                    |         |       |  |  |  |  |  |
| Fonte: Ministero dell'interno |                          |                                    |         |       |  |  |  |  |  |

### XIV legislatura
|                               | Cinzia Dato ✔️ Eletta     | L'Ulivo                              | 34 272  | 36,26 |  |  |  |  |  |
|                               | Vittorio Rizzi            | Casa delle Libertà                   | 33 896  | 35,86 |  |  |  |  |  |
|                               | Giuseppe Monteleone       | Lista Di Pietro                      | 16 105  | 17,04 |  |  |  |  |  |
|                               | Vincenzo Rosario De Marco | Partito della Rifondazione Comunista | 4 879   | 5,16  |  |  |  |  |  |
|                               | Costanzo Pinti            | Democrazia Europea                   | 2 511   | 2,66  |  |  |  |  |  |
|                               | Antonio Piciocco          | Fronte Nazionale (1997)              | 1 618   | 1,71  |  |  |  |  |  |
|                               | Fiorella Mancuso          | Lista Pannella-Bonino                | 1 241   | 1,31  |  |  |  |  |  |
| Totale                        | Totale                    | Totale                               | 94 522  | 100   |  |  |  |  |  |
|                               |                           |                                      |         |       |  |  |  |  |  |
| Voti non validi               | Voti non validi           | Voti non validi                      | 9 228   | 8,89  |  |  |  |  |  |
| Votanti                       | Votanti                   | Votanti                              | 103 750 | 71,24 |  |  |  |  |  |
| Elettori                      | Elettori                  | Elettori                             | 145 637 |       |  |  |  |  |  |
|                               |                           |                                      |         |       |  |  |  |  |  |
| Data: 13 maggio 2001          |                           |                                      |         |       |  |  |  |  |  |
| Fonte: Ministero dell'interno |                           |                                      |         |       |  |  |  |  |  |